# 두경부암
두경부암(頭頸部癌)은 입, 코, 목, 후두, 코곁굴(부비동), 침샘에서 시작되는 암이다. 두경부암에서 나타나는 증상으로는 치유되지 않는 혹이나 통증, 사라지지 않는 목의 통증, 삼키는 데 어려움을 겪거나 목소리의 변화가 있을 수 있다. 또한 비정상적인 출혈, 안면 붓기, 호흡곤란 등이 있을 수 있다.
두경부암의 약 75%는 무연담배를 포함한 담배나 술의 흡입으로 인해 발생한다. 다른 위험 요인으로는 구장, 특정 유형의 인간 유두종바이러스, 조사선량, 특정 직종에서의 물질 노출, 엡스타인-바 바이러스 등이 있다. 두경부암의 약 90%는 편평세포암이다. 그 진단은 조직 생검을 통해 확인된다. 확산 정도는 의학촬영 및 혈액 검사에 의해 결정될 수 있다.
담배와 알코올을 끊으면 두경부암 발생 위험을 낮출 수 있다. 인유두종 바이러스 백신은 첫 성적 활동 이전에 투여 받았을 때 구강암의 평생위험도를 줄일 수 있다고 생각되나, 2060년 정도가 되기 전까지 확정적인 결론은 나오지 않을 것으로 보인다. 이는 구인두암이 50대에서 70대 정도에 보통 발생하며, 백신이 비교적 최근 개발되었기 때문이다. 일반 인구를 대상으로 한 선별검사는 유용하지 않은 것으로 추정되나, 인후 검사를 통해 고위험군을 대상으로 시행하는 선별검사는 유용할 수 있다. 두경부암은 일찍 진단하면 치료가 가능한 경우가 많지만, 진단이 늦어질수록 예후는 나빠진다. 수술, 방사선치료, 화학요법, 표적치료 등 여러 방식을 병용하여 치료한다. 두경부암의 이전 병력이 있는 사람은 이차성 두경부암 발생이나 재발 위험이 더 높다.
국제적으로 두경부암은 매년 평균 650,000명이 발생, 330,000명이 사망한다. 2018년 기준 전 세계에서 7번째로 흔한 암이었으며, 기록상 890,000명이 새로 두경부암에 걸렸고 450,000명은 두경부암으로 인해 사망하였다. 미국의 경우 연간 평균 약 53,000명의 새로운 환자가 발생하여 전체 암 발병 사례의 대략 3%를, 암 사망 사례에서는 1.5% 정도를 차지한다. 전 세계에서는 2017년 기준으로 (비흑색종 피부암 제외) 두경부암이 전체 암의 5.3%를 차지한다. 주목할 만한 점은 만성 알코올 섭취와 흡연으로 인해 발생한 두경부암은 꾸준히 감소하고 있는데, 이는 만성 흡연 인구가 줄어들고 있기 때문이다. 그러나 인유두종 바이러스 관련 구인두암은 증가하고 있는데, 특히 서구권 국가의 젊은층을 중심으로 늘고 있다. 이는 구강 성교 파트너의 수가 증가하고 있는 것과 연관된 것으로 추정된다. 1970년대를 기점으로 구인두암의 발병은 증가하였고 특히 부유한 국가와 남성 인구가 가장 큰 영향을 받았다. 남성 인구가 영향을 많이 받은 이유는 여성이 감염에 대한 면역 반응이 더 잘 발생하는 경우가 많아, 인유두종 바이러스가 여성에서 남성으로 전파될 확률이 남성에서 여성으로 전파될 확률보다 높았기 때문이다.

## 징후 및 증상
두경부암은 대개 목 바깥쪽에 확대된 림프절, 목 통증, 목의 통증, 목이 아프거나 목이 쉰 목소리처럼 충분히 해롭지 않아 보이는 증상에서 시작된다. 그러나 두경부암의 경우 이러한 상태가 지속되어 만성화될 수 있다. 목이나 목에 혹이나 통증이 있어 치유되지 않거나 없어질 수 있다. 삼키기가 어렵거나 고통스러울 수 있다. 말하는 것이 어려워질 수도 있다. 또한 지속적인 귀앓이도 있을 수 있다.
그 밖의 증상으로는 입술, 입 또는 잇몸의 혹, 치유되지 않는 궤양이나 구강염, 입에서 피가 나거나 저린 것, 입안에 계속 남아 있는 변색된 부분, 혀가 아프거나 삐걱거리는 것 등이 있을 수 있다. 또한 충혈, 체중 감소, 그리고 얼굴 근육의 마비나 마비 등이 있을 수 있다.

## 연구
두경부암에서 면역 체크포인트 억제제를 사용한 면역치료가 조사되고 있다.